# Leptomydas padishach
Leptomydas padishach är en tvåvingeart som beskrevs av B.B. Semenov 1922. Leptomydas padishach ingår i släktet Leptomydas, och familjen Mydidae. Inga underarter finns listade i Catalogue of Life.